# Sonna Rosén
Sonna Rosén, ogift Persson, född 27 juni 1920 i Sankt Matteus församling i Stockholm, död 25 juni 2007 i Saltsjöbaden, var en svensk inredningsarkitekt.

## Biografi
Rosén läste till inredningsarkitekt vid konstfack i Stockholm. Hon arbetade sedan som inredningsarkitekt hos Carl-Axel Acking. Efter andra världskriget startade hon egen firma och delade kontor med maken och arkitekten Nils Arne Rosén i Stockholm. På 1950-talet bosatte hon sig med familjen i Villa Möller i Saltsjöbaden. I Saltsjöbaden bodde hon granne med de nära vännerna Kajsa Strinning och Nils Strinning. Makarna Rosén är gravsatta på Skogsö kyrkogård.

## Solfjädern
Roséns genombrott var med pinnstolen Solfjädern. Det var år 1948 som hon lämnade in ritningen för en karmstol för sjukstugan i Vimmerby. Stolen var avsedd just för äldre och fick namnet Solfjädern efter dess form. År 1952 belönades stolen med utmärkelsen Good Design av Museum of Modern Art i New York.  Stolen säljs sedan 1993 av Gemla i Diö.